# Cycloramphus semipalmatus
Espèce
Synonymes
- Iliodiscus semipalmatus Miranda-Ribeiro, 1920

Statut de conservation UICN

 NT  : Quasi menacé
Cycloramphus semipalmatus est une espèce d'amphibiens de la famille des Cycloramphidae.

## Répartition
Cette espèce est endémique de l'État de São Paulo au Brésil. Elle se rencontre vers 800 m d'altitude dans la Serra do Mar.

## Description
Les mâles mesurent jusqu'à 43,4 mm et les femelles jusqu'à 51,0 mm.

## Publication originale
- Miranda-Ribeiro, 1920 : O genero Telmatobius já foi constatado no Brasil ?. Revista do Museu Paulista, vol. 12, p. 261-271 (texte intégral).